# Putniković
Putniković je naselje u Republici Hrvatskoj, u sastavu Općine Ston, Dubrovačko-neretvanska županija. Naselje je u prošlosti bilo nazvano Crna Gora.

## Položaj
Putniković se nalazi na cesti 414 između Dubrave i Ponikava na istoku.

## Stanovništvo
Prema popisu stanovništva iz 2001. godine, naselje je imalo 105 stanovnika te 40 obiteljskih kućanstava.
| broj stanovnika | 289   | 270   | 289   | 267   | 326   | 288   | 267   | 253   | 248   | 243   | 217   | 222   | 178   | 160   | 105   | 82    | 90    |
|                 | 1857. | 1869. | 1880. | 1890. | 1900. | 1910. | 1921. | 1931. | 1948. | 1953. | 1961. | 1971. | 1981. | 1991. | 2001. | 2011. | 2021. |

## Šport
- NK Putniković, nogometni klub
- BK Sveta Ana, boćarski klub
- BK Putniković, boćarski klub